# Nhà thi đấu

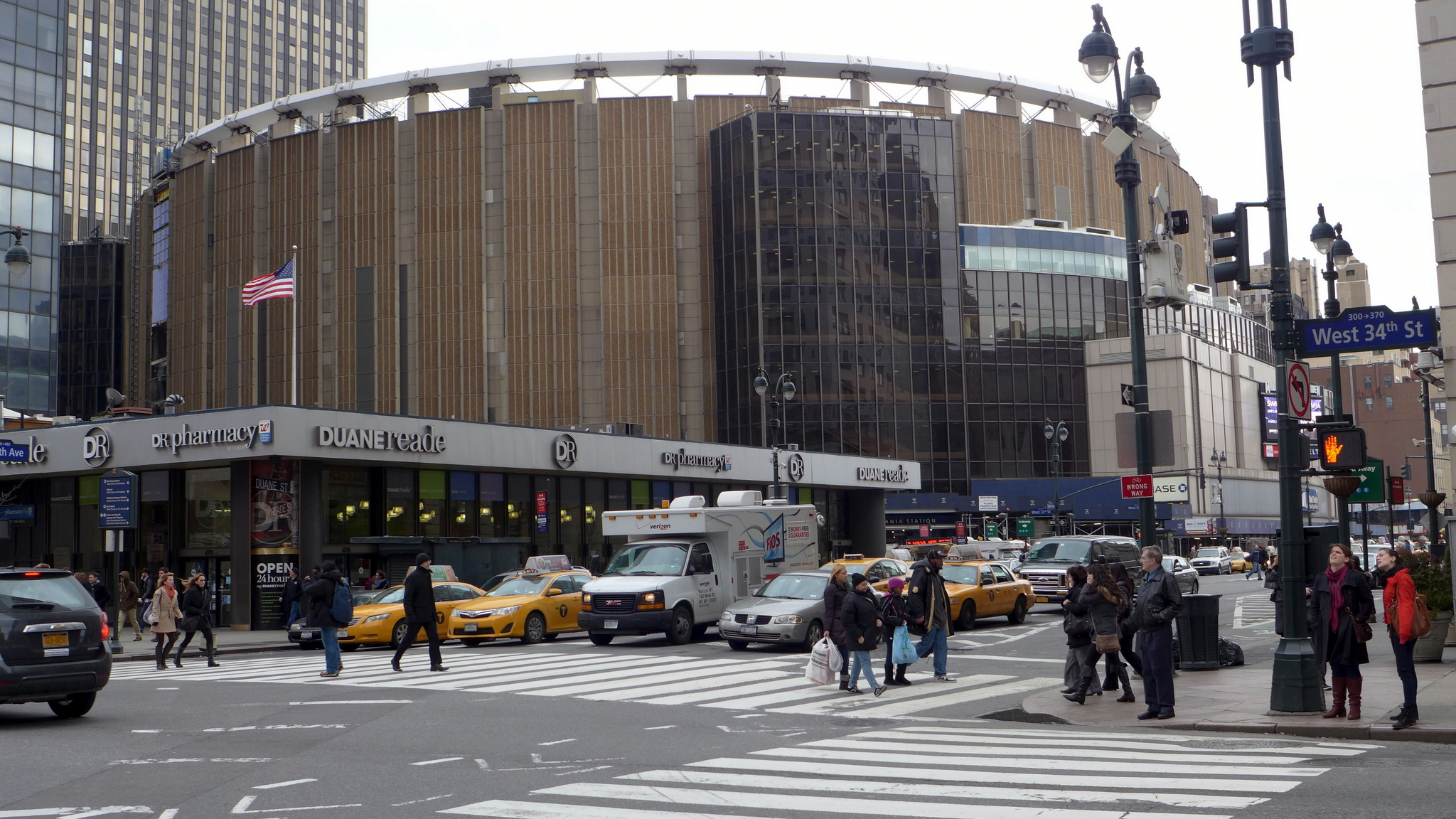
Madison Square Garden

Nhà thi đấu, vũ đài hay đấu trường (tiếng Anh: arena) là một nhà kín thường tròn hoặc hình bầu dục, được thiết kế để đóng vai trò là một nhà hát, phục vụ biểu diễn âm nhạc hoặc các sự kiện thể thao. Nó bao gồm một không gian mở rộng lớn bao quanh là các tầng ghế ngồi cho khán giả. Không gian diễn ra sự kiện là điểm thấp nhất, để khán giả có tầm nhìn tối đa.